# 민동기
민동기는 1973년 생.  대한민국의 언론인이다. 2000년 미디어오늘에 입사한 후 신문팀장, 방송팀장 등을 지냈고 2007년에 퇴사하였다. 미디어스 편집국장, PD저널 편집국장, 고발뉴스 보도국장 등을 역임하였다. 2013년 미디어오늘에 재입사해 미디어팀장으로 일했고 2014년 미디어오늘 편집국장을 역임했다. '민동기-김용민의 미디어토크', '상해임시정부', '관훈나이트클럽', '민동기의 뉴스바' 등의 팟캐스트를 진행하며 미디어 평론가로 활동했다.

## 경력
- 2000년 : 미디어오늘 기자
- 2013년 ~ 2014년 : 미디어오늘 미디어문화부 부장, PD저널 편집국 국장, 미디어스 편집장, 미디어오늘 온라인뉴스부 부장
- 2014년 : 미디어오늘 편집국 국장